# Eleições legislativas regionais na Madeira em 2023
As eleições legislativas regionais na Madeira em 2023, também designadas eleições para a Assembleia Legislativa da Região Autónoma da Madeira, realizaram-se a 24 de setembro de 2023. A data foi definida pelo presidente Marcelo Rebelo de Sousa a 4 de julho de 2023, após audição dos partidos políticos representados na Assembleia Legislativa da Madeira, os quais manifestaram preferência pela data de 24 de setembro de 2023, com exceção do PCP, que preferia o dia 1 de outubro de 2023. A campanha eleitoral ficou definida para o período de 10 a 22 de setembro de 2023.
O atual presidente do Governo Regional, Miguel Albuquerque, do Partido Social Democrata (PSD), lidera um governo de coligação entre os Sociais Democratas e o CDS – Partido Popular, e tentou defender o domínio do Partido Social Democrata na ilha desde 1976. O PPD/PSD e o CDS-PP disputaram as eleições em coligação.

## Disputas eleitorais
As Eleições Regionais da Madeira de 2023 foram marcadas por uma intensa disputa eleitoral, envolvendo o partido Chega e o partido Alternativa Democrática Nacional (ADN). O destaque dessa eleição ficou por conta da decisão do Tribunal Constitucional, que teve um papel crucial no desenrolar dos acontecimentos.
No centro da polémica estava a participação do partido Chega nas eleições regionais. Tudo começou quando o Tribunal Constitucional, em uma decisão anterior, declarou inválida a última convenção do Chega devido à convocatória para a reunião magna que foi feita pelo Conselho Nacional, sendo esta convocatória considerada ilegal. Essa decisão levantou sérias dúvidas sobre a legitimidade da direção do partido Chega para escolher as listas que concorreriam à Madeira.
O partido Alternativa Democrática Nacional (ADN) decidiu impugnar a participação do Chega nas eleições com base nessa decisão anterior do Tribunal Constitucional. Alegaram que a lista candidata do Chega havia sido apresentada por um órgão ilegítimo, o que colocaria em xeque a legalidade da participação do partido nas eleições.
No entanto, o Tribunal Constitucional, após análise cuidadosa, decidiu que a pretensão do ADN não tinha fundamento. Argumentaram que a única questão relevante a ser considerada era se a lista candidata havia sido apresentada em conformidade com os formalismos legais. De acordo com o Tribunal, o requisito de competência estatutária do órgão que aprovou e apresentou a candidatura do Chega estava satisfeito, independentemente da identidade dos seus titulares. Portanto, não havia irregularidades processuais que justificassem a impugnação.
Com essa decisão, o Chega foi autorizado a participar nas eleições regionais da Madeira de 2023, mantendo assim a sua legitimidade para ir a votos. No entanto, a disputa política não se encerrou aí, e outras questões sobre a legalidade e o funcionamento interno do partido Chega continuaram a ser debatidas em outras vias de recurso legalmente previstas.
Esses eventos marcaram um capítulo importante nas eleições regionais da Madeira de 2023, destacando a importância do processo democrático e da jurisprudência do Tribunal Constitucional na condução das eleições em Portugal.

O presidente do Governo Regional da Madeira, Miguel Albuquerque, criticou as decisões recentes do Tribunal Constitucional (TC), considerando-as "incompreensíveis" e acusando o TC de fomentar o separatismo em Portugal.
O TC destacou que o processo de apresentação de candidaturas não é para fiscalizar a vida interna dos partidos políticos. Segundo a Lei Eleitoral da Madeira, o TC só pode verificar a regularidade do processo, a autenticidade dos documentos e a elegibilidade dos candidatos.
A decisão do TC confirmou 13 candidaturas aprovadas pelo Tribunal Judicial da Comarca da Madeira, incluindo duas coligações e 11 partidos, no último dia para a publicação das listas definitivas para as eleições de 24 de setembro.

## Sistema eleitoral
Os atuais 47 deputados do parlamento regional madeirense são eleitos num círculo eleitoral único por representação proporcional segundo o método D'Hondt, coincidindo com o território da Região.

## Partidos

### Partidos que concorreram (por ordem alfabética)
A tabela abaixo lista todos os partidos que concorreram à Assembleia Legislativa da Madeira em 2023:
| Partidos | Partidos                                                                                    | Partidos       | Cabeça de lista    | Ideologia                                     | Espectro                    |
| -------- | ------------------------------------------------------------------------------------------- | -------------- | ------------------ | --------------------------------------------- | --------------------------- |
|          | Alternativa Democrática Nacional                                                            | ADN            | Miguel Pita        | Tradicionalismo Nacionalismo                  | Direita a Extrema-direita   |
|          | Bloco de Esquerda                                                                           | BE             | Roberto Almada     | Socialismo Populismo de esquerda              | Esquerda                    |
|          | Coligação Democrática Unitária - Partido Comunista Português - Partido Ecologista Os Verdes | PCP-PEV        | Edgar Silva        | Comunismo Ecossocialismo                      | Esquerda a Extrema-esquerda |
|          | Chega                                                                                       | CH             | Miguel Castro      | Conservadorismo nacional Populismo de direita | Extrema-direita             |
|          | Iniciativa Liberal                                                                          | IL             | Nuno Morna         | Liberalismo económico Liberalismo cultural    | Centro-direita              |
|          | Juntos Pelo Povo                                                                            | JPP            | Élvio Sousa        | Regionalismo Liberalismo social               | Centro-esquerda             |
|          | Livre                                                                                       | L              | Tiago Camacho      | Ambientalismo Progressismo                    | Esquerda                    |
|          | Partido da Terra                                                                            | MPT            | Valter Rodrigues   | Ecocapitalismo Conservadorismo                | Centro a Centro-direita     |
|          | Pessoas-Animais-Natureza                                                                    | PAN            | Mónica Freitas     | Direitos dos animais Ambientalismo            | Centro-esquerda             |
|          | Partido Trabalhista Português                                                               | PTP            | Quintino Costa     | Trabalhismo Social Democracia                 | Esquerda a Centro-esquerda  |
|          | Partido Socialista                                                                          | PS             | Sérgio Gonçalves   | Social Democracia Progressismo                | Centro-esquerda             |
|          | Reagir Incluir Reciclar                                                                     | RIR            | Roberto Vieira     | Universalismo Ambientalismo                   | Sincrético                  |
|          | Somos Madeira                                                                               | PPD/PSD.CDS-PP | Miguel Albuquerque | Liberalismo económico Conservadorismo         | Centro-direita a Direita    |

### Composição anterior
A tabela abaixo lista os partidos representados na Assembleia Legislativa da Madeira antes das eleições:
| Partidos | Partidos                                                                                    | Partidos | Cabeça de lista    | Ideologia                             | Espectro                    |
| -------- | ------------------------------------------------------------------------------------------- | -------- | ------------------ | ------------------------------------- | --------------------------- |
|          | Partido Social Democrata                                                                    | PPD/PSD  | Miguel Albuquerque | Liberalismo económico Conservadorismo | Centro-direita              |
|          | CDS - Partido Popular                                                                       | CDS-PP   | Rui Barreto        | Democracia cristã Conservadorismo     | Centro-direita a Direita    |
|          | Partido Socialista                                                                          | PS       | Sérgio Gonçalves   | Social Democracia Progressismo        | Centro-esquerda             |
|          | Juntos Pelo Povo                                                                            | JPP      | Élvio Sousa        | Liberalismo social Regionalismo       | Centro                      |
|          | Coligação Democrática Unitária - Partido Comunista Português - Partido Ecologista Os Verdes | PCP-PEV  | Edgar Silva        | Comunismo Ecossocialismo              | Esquerda a Extrema-esquerda |

## Resultados Oficiais
| Partido                                        | Partido                            | Votos   | %               | +/-   | Deputados | +/-     |
| ---------------------------------------------- | ---------------------------------- | ------- | --------------- | ----- | --------- | ------- |
|                                                | Somos Madeira (a)                  | 58 399  | 43,13 / 100,00  | 2,05  | 23 / 47   | 1       |
|                                                | Partido Socialista                 | 28 844  | 21,30 / 100,00  | 14,46 | 11 / 47   | 8       |
|                                                | Juntos pelo Povo                   | 14 933  | 11,03 / 100,00  | 5,56  | 5 / 47    | 2       |
|                                                | CHEGA!                             | 12 028  | 8,88 / 100,00   | 8,45  | 4 / 47    | 4       |
|                                                | Coligação Democrática Unitária (b) | 3 677   | 2,72 / 100,00   | 0,92  | 1 / 47    | Estável |
|                                                | Iniciativa Liberal                 | 3 555   | 2,63 / 100,00   | 2,10  | 1 / 47    | 1       |
|                                                | Pessoas–Animais–Natureza           | 3 046   | 2,25 / 100,00   | 0,79  | 1 / 47    | 1       |
|                                                | Bloco de Esquerda                  | 3 036   | 2,24 / 100,00   | 0,50  | 1 / 47    | 1       |
|                                                | Partido Trabalhista Português      | 1 369   | 1,01 / 100,00   | 0,01  | 0 / 47    | Estável |
|                                                | Livre                              | 858     | 0,63 / 100,00   | Novo  | 0 / 47    | Novo    |
|                                                | Reagir Incluir Reciclar            | 727     | 0,54 / 100,00   | 0,67  | 0 / 47    | Estável |
|                                                | Partido da Terra                   | 696     | 0,51 / 100,00   | 0,16  | 0 / 47    | Estável |
|                                                | Alternativa Democrática Nacional   | 617     | 0,46 / 100,00   | 0,04  | 0 / 47    | Estável |
| Votos Inválidos                                | Votos Inválidos                    | 3 628   | 2,68 / 100,00   | 0,42  |           |         |
| Total                                          | Total                              | 135 413 | 100,00 / 100,00 |       | 47 / 47   |         |
| Eleitorado/Participação                        | Eleitorado/Participação            | 253 865 | 53,34 / 100,00  | 2,17  |           |         |
| Fonte                                          | Fonte                              | [ 8 ]   | [ 8 ]           | [ 8 ] | [ 8 ]     | [ 8 ]   |
| (a) Coligação eleitoral entre PPD/PSD e CDS-PP |                                    |         |                 |       |           |         |
| (b) Coligação eleitoral entre PCP e PEV        |                                    |         |                 |       |           |         |

## Resultados por Concelho

### Calheta
| Partido                 | Partido                        | Votos  | %               | +/-   |
| ----------------------- | ------------------------------ | ------ | --------------- | ----- |
|                         | Somos Madeira                  | 4 140  | 62,90 / 100,00  | 1,87  |
|                         | Partido Socialista             | 1 013  | 15,39 / 100,00  | 11,34 |
|                         | CHEGA!                         | 441    | 6,70 / 100,00   | 6,43  |
|                         | Juntos pelo Povo               | 365    | 5,55 / 100,00   | 4,95  |
|                         | Iniciativa Liberal             | 79     | 1,20 / 100,00   | 1,01  |
|                         | Bloco de Esquerda              | 71     | 1,08 / 100,00   | 0,31  |
|                         | Coligação Democrática Unitária | 70     | 1,06 / 100,00   | 0,48  |
|                         | Pessoas–Animais–Natureza       | 70     | 1,06 / 100,00   | 0,15  |
|                         | Partido Trabalhista Português  | 67     | 1,02 / 100,00   | 0,47  |
|                         | Outros (com menos de 1,00%)    | 97     | 1,46 / 100,00   |       |
| Votos Inválidos         | Votos Inválidos                | 169    | 2,57 / 100,00   | 0,36  |
| Total                   | Total                          | 6 582  | 100,00 / 100,00 |       |
| Eleitorado/Participação | Eleitorado/Participação        | 12 249 | 53,73 / 100,00  | 1,09  |

### Câmara de Lobos
| Partido                 | Partido                        | Votos  | %               | +/-   |
| ----------------------- | ------------------------------ | ------ | --------------- | ----- |
|                         | Somos Madeira                  | 7 804  | 47,50 / 100,00  | 6,60  |
|                         | Partido Socialista             | 2 902  | 17,66 / 100,00  | 10,33 |
|                         | CHEGA!                         | 1 863  | 11,34 / 100,00  | 10,88 |
|                         | Juntos pelo Povo               | 1 274  | 7,75 / 100,00   | 6,10  |
|                         | Coligação Democrática Unitária | 415    | 2,53 / 100,00   | 0,65  |
|                         | Pessoas–Animais–Natureza       | 353    | 2,15 / 100,00   | 0,68  |
|                         | Bloco de Esquerda              | 350    | 2,13 / 100,00   | 0,21  |
|                         | Iniciativa Liberal             | 331    | 2,01 / 100,00   | 1,55  |
|                         | Partido Trabalhista Português  | 227    | 1,38 / 100,00   | 0,09  |
|                         | Outros (com menos de 1,00%)    | 464    | 2,83 / 100,00   |       |
| Votos Inválidos         | Votos Inválidos                | 448    | 2,72 / 100,00   | 0,15  |
| Total                   | Total                          | 16 431 | 100,00 / 100,00 |       |
| Eleitorado/Participação | Eleitorado/Participação        | 32 402 | 50,71 / 100,00  | 0,73  |

### Funchal
| Partido                 | Partido                        | Votos   | %               | +/-   |
| ----------------------- | ------------------------------ | ------- | --------------- | ----- |
|                         | Somos Madeira                  | 22 412  | 40,16 / 100,00  | 2,67  |
|                         | Partido Socialista             | 12 912  | 23,13 / 100,00  | 15,87 |
|                         | CHEGA!                         | 5 317   | 9,53 / 100,00   | 9,09  |
|                         | Juntos pelo Povo               | 4 640   | 8,31 / 100,00   | 5,78  |
|                         | Coligação Democrática Unitária | 2 151   | 3,85 / 100,00   | 1,32  |
|                         | Iniciativa Liberal             | 1 968   | 3,53 / 100,00   | 2,84  |
|                         | Bloco de Esquerda              | 1 603   | 2,87 / 100,00   | 0,67  |
|                         | Pessoas–Animais–Natureza       | 1 566   | 2,81 / 100,00   | 0,92  |
|                         | Outros (com menos de 1,00%)    | 1 819   | 3,25 / 100,00   |       |
| Votos Inválidos         | Votos Inválidos                | 1 424   | 2,55 / 100,00   | 0,36  |
| Total                   | Total                          | 55 812  | 100,00 / 100,00 |       |
| Eleitorado/Participação | Eleitorado/Participação        | 104 917 | 53,20 / 100,00  | 3,27  |

### Machico
| Partido                 | Partido                        | Votos  | %               | +/-   |
| ----------------------- | ------------------------------ | ------ | --------------- | ----- |
|                         | Somos Madeira                  | 4 282  | 39,83 / 100,00  | 1,83  |
|                         | Partido Socialista             | 3 541  | 32,94 / 100,00  | 15,14 |
|                         | Juntos pelo Povo               | 1 075  | 10,00 / 100,00  | 6,10  |
|                         | CHEGA!                         | 695    | 6,46 / 100,00   | 5,99  |
|                         | Bloco de Esquerda              | 180    | 1,67 / 100,00   | 0,14  |
|                         | Iniciativa Liberal             | 176    | 1,64 / 100,00   | 1,36  |
|                         | Coligação Democrática Unitária | 148    | 1,38 / 100,00   | 0,43  |
|                         | Pessoas–Animais–Natureza       | 142    | 1,32 / 100,00   | 0,55  |
|                         | Outros (com menos de 1,00%)    | 240    | 2,24 / 100,00   |       |
| Votos Inválidos         | Votos Inválidos                | 272    | 2,53 / 100,00   | 0,44  |
| Total                   | Total                          | 10 751 | 100,00 / 100,00 |       |
| Eleitorado/Participação | Eleitorado/Participação        | 19 804 | 54,29 / 100,00  | 0,16  |

### Ponta de Sol
| Partido                 | Partido                       | Votos | %               | +/-  |
| ----------------------- | ----------------------------- | ----- | --------------- | ---- |
|                         | Somos Madeira                 | 2 623 | 52,70 / 100,00  | 3,96 |
|                         | Partido Socialista            | 1 239 | 24,89 / 100,00  | 9,37 |
|                         | Juntos pelo Povo              | 340   | 6,83 / 100,00   | 5,93 |
|                         | CHEGA!                        | 297   | 5,97 / 100,00   | 5,85 |
|                         | Iniciativa Liberal            | 79    | 1,59 / 100,00   | 1,20 |
|                         | Partido Trabalhista Português | 51    | 1,02 / 100,00   | 0,53 |
|                         | Outros (com menos de 1,00%)   | 193   | 3,86 / 100,00   |      |
| Votos Inválidos         | Votos Inválidos               | 155   | 3,11 / 100,00   | 1,45 |
| Total                   | Total                         | 4 977 | 100,00 / 100,00 |      |
| Eleitorado/Participação | Eleitorado/Participação       | 9 778 | 50,90 / 100,00  | 0,81 |

### Porto Moniz
| Partido                 | Partido                        | Votos | %               | +/-   |
| ----------------------- | ------------------------------ | ----- | --------------- | ----- |
|                         | Somos Madeira                  | 1 020 | 57,14 / 100,00  | 6,98  |
|                         | Partido Socialista             | 509   | 28,52 / 100,00  | 16,08 |
|                         | CHEGA!                         | 66    | 3,70 / 100,00   | 3,60  |
|                         | Juntos pelo Povo               | 55    | 3,08 / 100,00   | 2,62  |
|                         | Coligação Democrática Unitária | 21    | 1,18 / 100,00   | 0,57  |
|                         | Pessoas–Animais–Natureza       | 20    | 1,12 / 100,00   | 0,71  |
|                         | Outros (com menos de 1,00%)    | 51    | 2,84 / 100,00   |       |
| Votos Inválidos         | Votos Inválidos                | 43    | 2,40 / 100,00   | 0,61  |
| Total                   | Total                          | 1 785 | 100,00 / 100,00 |       |
| Eleitorado/Participação | Eleitorado/Participação        | 3 020 | 59,11 / 100,00  | 5,15  |

### Porto Santo
| Partido                 | Partido                        | Votos | %               | +/-   |
| ----------------------- | ------------------------------ | ----- | --------------- | ----- |
|                         | Somos Madeira                  | 1 554 | 51,51 / 100,00  | 12,27 |
|                         | Partido Socialista             | 745   | 24,69 / 100,00  | 26,06 |
|                         | CHEGA!                         | 242   | 8,02 / 100,00   | 6,90  |
|                         | Juntos pelo Povo               | 115   | 3,81 / 100,00   | 2,53  |
|                         | Bloco de Esquerda              | 43    | 1,43 / 100,00   | 0,35  |
|                         | Coligação Democrática Unitária | 37    | 1,23 / 100,00   | 0,34  |
|                         | Iniciativa Liberal             | 37    | 1,23 / 100,00   | 1,10  |
|                         | Pessoas–Animais–Natureza       | 36    | 1,19 / 100,00   | 0,30  |
|                         | Livre                          | 33    | 1,09 / 100,00   | Novo  |
|                         | Outros (com menos de 1,00%)    | 55    | 1,82 / 100,00   |       |
| Votos Inválidos         | Votos Inválidos                | 120   | 3,98 / 100,00   | 1,42  |
| Total                   | Total                          | 3 017 | 100,00 / 100,00 |       |
| Eleitorado/Participação | Eleitorado/Participação        | 5 346 | 56,43 / 100,00  | 2,73  |

### Ribeira Brava
| Partido                 | Partido                        | Votos  | %               | +/-   |
| ----------------------- | ------------------------------ | ------ | --------------- | ----- |
|                         | Somos Madeira                  | 3 484  | 49,29 / 100,00  | 3,26  |
|                         | Partido Socialista             | 1 318  | 18,64 / 100,00  | 11,49 |
|                         | CHEGA!                         | 775    | 10,96 / 100,00  | 10,54 |
|                         | Juntos pelo Povo               | 467    | 6,61 / 100,00   | 4,88  |
|                         | Iniciativa Liberal             | 134    | 1,90 / 100,00   | 1,27  |
|                         | Pessoas–Animais–Natureza       | 130    | 1,84 / 100,00   | 0,58  |
|                         | Coligação Democrática Unitária | 113    | 1,60 / 100,00   | 0,58  |
|                         | Bloco de Esquerda              | 111    | 1,57 / 100,00   | 0,33  |
|                         | Partido Trabalhista Português  | 100    | 1,41 / 100,00   | 0,63  |
|                         | Outros (com menos de 1,00%)    | 167    | 2,37 / 100,00   |       |
| Votos Inválidos         | Votos Inválidos                | 270    | 3,82 / 100,00   | 1,03  |
| Total                   | Total                          | 7 069  | 100,00 / 100,00 |       |
| Eleitorado/Participação | Eleitorado/Participação        | 13 974 | 50,59 / 100,00  | 2,82  |

### Santa Cruz
| Partido                 | Partido                        | Votos  | %               | +/-   |
| ----------------------- | ------------------------------ | ------ | --------------- | ----- |
|                         | Somos Madeira                  | 7 207  | 32,76 / 100,00  | 1,06  |
|                         | Juntos pelo Povo               | 6 121  | 27,82 / 100,00  | 4,96  |
|                         | Partido Socialista             | 3 336  | 15,16 / 100,00  | 15,49 |
|                         | CHEGA!                         | 1 876  | 8,53 / 100,00   | 8,05  |
|                         | Pessoas–Animais–Natureza       | 589    | 2,68 / 100,00   | 1,21  |
|                         | Iniciativa Liberal             | 585    | 2,66 / 100,00   | 2,12  |
|                         | Coligação Democrática Unitária | 566    | 2,57 / 100,00   | 1,03  |
|                         | Bloco de Esquerda              | 519    | 2,36 / 100,00   | 0,85  |
|                         | Outros (com menos de 1,00%)    | 657    | 2,99 / 100,00   |       |
| Votos Inválidos         | Votos Inválidos                | 546    | 2,48 / 100,00   | 0,27  |
| Total                   | Total                          | 22 002 | 100,00 / 100,00 |       |
| Eleitorado/Participação | Eleitorado/Participação        | 39 705 | 55,41 / 100,00  | 2,92  |

### Santana
| Partido                 | Partido                        | Votos | %               | +/-   |
| ----------------------- | ------------------------------ | ----- | --------------- | ----- |
|                         | Somos Madeira                  | 2 227 | 54,95 / 100,00  | 2,37  |
|                         | Partido Socialista             | 792   | 19,54 / 100,00  | 10,58 |
|                         | Juntos pelo Povo               | 335   | 8,27 / 100,00   | 7,04  |
|                         | CHEGA!                         | 240   | 5,92 / 100,00   | 5,62  |
|                         | Coligação Democrática Unitária | 73    | 1,80 / 100,00   | 0,43  |
|                         | Bloco de Esquerda              | 64    | 1,58 / 100,00   | 0,31  |
|                         | Pessoas–Animais–Natureza       | 57    | 1,41 / 100,00   | 0,62  |
|                         | Iniciativa Liberal             | 55    | 1,36 / 100,00   | 0,94  |
|                         | Outros (com menos de 1,00%)    | 114   | 2,81 / 100,00   |       |
| Votos Inválidos         | Votos Inválidos                | 96    | 2,37 / 100,00   | 0,39  |
| Total                   | Total                          | 4 053 | 100,00 / 100,00 |       |
| Eleitorado/Participação | Eleitorado/Participação        | 6 872 | 58,98 / 100,00  | 3,76  |

### São Vicente
| Partido                 | Partido                        | Votos | %               | +/-   |
| ----------------------- | ------------------------------ | ----- | --------------- | ----- |
|                         | Somos Madeira                  | 1 646 | 56,10 / 100,00  | 3,68  |
|                         | Partido Socialista             | 537   | 18,30 / 100,00  | 12,24 |
|                         | CHEGA!                         | 216   | 7,36 / 100,00   | 7,07  |
|                         | Juntos pelo Povo               | 146   | 4,98 / 100,00   | 4,43  |
|                         | Iniciativa Liberal             | 94    | 3,20 / 100,00   | 2,81  |
|                         | Pessoas–Animais–Natureza       | 43    | 1,47 / 100,00   | 1,05  |
|                         | Coligação Democrática Unitária | 42    | 1,43 / 100,00   | 0,53  |
|                         | Bloco de Esquerda              | 38    | 1,30 / 100,00   | 0,20  |
|                         | Partido Trabalhista Português  | 33    | 1,12 / 100,00   | 0,35  |
|                         | Outros (com menos de 1,00%)    | 54    | 1,84 / 100,00   |       |
| Votos Inválidos         | Votos Inválidos                | 85    | 2,90 / 100,00   | 0,77  |
| Total                   | Total                          | 2 934 | 100,00 / 100,00 |       |
| Eleitorado/Participação | Eleitorado/Participação        | 5 798 | 50,60 / 100,00  | 0,41  |

## Ver
- Madeira